# シャーロット・ナイツ
シャーロット・ナイツ（Charlotte Knights）は、アメリカ合衆国ノースカロライナ州シャーロットに本拠地をおくマイナーリーグの野球チーム。
メジャーリーグベースボールのシカゴ・ホワイトソックス傘下AAA級チームで、インターナショナルリーグに所属している。本拠地球場はBB&Tボールパーク。
クリーブランド・インディアンス傘下時代の1993年にはチャーリー・マニエルが監督を務め、のちにメジャーで活躍するジム・トーミやマニー・ラミレスを擁してリーグ優勝を果たした。
2004年8月1日には、当時在籍していた養父鐵投手がチーム史上初となるノーヒットノーランを達成している。
2006年のシーズン当初には、ホワイトソックスとマイナー契約を締結した野茂英雄投手が在籍した。

## 歴史
1976年、ジム・クロケット・ジュニア氏がボルチモア・オリオールズ傘下AA級のアッシュビル・オリオールズを買収し、「シャーロット・オリオールズ」に改名。本拠地も「ジム・クロケット・シニア・メモリアルパーク」に改名した。
1987年、NBAのニューオーリンズ・ペリカンズの前身、「シャーロット・ホーネッツ」の創設者、ジョージ・シンが球団を買収。
1989年、シカゴ・カブスと提携し、「シャーロット・ナイツ」に改名。
1990年、ナイツ・キャッスルに移転。
1993年、クリーブランド・インディアンスと提携し、AAA級のインターナショナルリーグに加盟。
1996年、フロリダ・マーリンズと提携。
1998年、球団を実業家のドン・ビーバーに売却。シカゴ・ホワイトソックスと提携。
2014年、新球場のBB&Tボールパークへ移転した。

## 選手名鑑

### 現役選手
| 投手 - 16 クリス・ベック (Chris Beck) - 24 ジャレット・ケイシー (Jarrett Casey) - -- ミゲル・チャラス (Miguel Chalas) - 28 ボビー・ドーラン (Bobby Doran) - -- ローガン・ケンシング (Logan Kensing) - 31 ライアン・クスマウル (Ryan Kussmaul) - -- アルセニオ・レオン (Arcenio Leon) - -- ザック・フィリップス (Zach Phillips) - 41 カルロス・ロドン (Carlos Rodon) - -- ジョー・セイブリー (Joe Savery) - -- ピーター・ターゴ (Peter Tago) | 投手 - 16 クリス・ベック (Chris Beck) - 24 ジャレット・ケイシー (Jarrett Casey) - -- ミゲル・チャラス (Miguel Chalas) - 28 ボビー・ドーラン (Bobby Doran) - -- ローガン・ケンシング (Logan Kensing) - 31 ライアン・クスマウル (Ryan Kussmaul) - -- アルセニオ・レオン (Arcenio Leon) - -- ザック・フィリップス (Zach Phillips) - 41 カルロス・ロドン (Carlos Rodon) - -- ジョー・セイブリー (Joe Savery) - -- ピーター・ターゴ (Peter Tago) | 捕手 - -- ジョージ・コッタラス (George Kottaras) - 36 ルイス・シエラ (Luis Sierra) 内野手 - -- フアン・ディアス (Juan Diaz) - 7 ジャスティン・ジャーシャル (Justin Jirschele) - -- ミカ・ジョンソン (Micah Johnson) - -- アンディ・ラローシュ (Andy LaRoche) 外野手 - -- トニー・カンパーナ (Tony Campana) - -- ジャレッド・ミッチェル (Jared Mitchell) - 32 ジョシュ・リッチモンド (Josh Richmond) - -- マイケル・テイラー (Michael Taylor) | 捕手 - -- ジョージ・コッタラス (George Kottaras) - 36 ルイス・シエラ (Luis Sierra) 内野手 - -- フアン・ディアス (Juan Diaz) - 7 ジャスティン・ジャーシャル (Justin Jirschele) - -- ミカ・ジョンソン (Micah Johnson) - -- アンディ・ラローシュ (Andy LaRoche) 外野手 - -- トニー・カンパーナ (Tony Campana) - -- ジャレッド・ミッチェル (Jared Mitchell) - 32 ジョシュ・リッチモンド (Josh Richmond) - -- マイケル・テイラー (Michael Taylor) |
| * 40人ロースター 2015年1月13日更新 [公式サイト(英語)より：ロースター 選手の移籍・故障情報] | | | |

### 過去の主な所属選手
- ジム・トーミ
- マニー・ラミレス
- ダリル・ウィットモア
- マーク・コッツェイ
- ケビン・バーン
- マーク・バーリー
- ジョン・ガーランド
- ゲーリー・グローバー
- ミゲル・オリーボ
- 養父鐵
- 野茂英雄
- ジェリー・オーウェンス
- ドウェイン・ワイズ
- 大家友和
- カルロス・トーレス
- タイラー・フラワーズ
- クリス・セール
- ザック・スチュワート
- アディソン・リード